# Bicsérd
Bicsérd là một thị trấn thuộc hạt Baranya, Hungary. Thị trấn này có diện tích 19,75 km², dân số năm 2010 là 1039 người, mật độ 53 người/km².